# Bad Penny
Bad Penny este un film românesc din 2013 regizat de Andrei Crețulescu. Rolurile principale au fost interpretate de actorii Dorian Boguță, Șerban Pavlu, Andi Vasluianu.

## Distribuție
Distribuția filmului este alcătuită din:
- Andi Vasluianu — Hoțul nr. 1
- Dorian Boguță — Hoțul nr. 2
- Șerban Pavlu — Bărbatul jefuit